# 张树义
张树义（1906年—1983年），河北灵寿人，中华人民共和国政治人物。

## 生平
1937年参加八路军。1938年4月，加入中国共产党。1939年，在房子山阻击战中击毙日军7人，曾被评为“战斗英雄”、  “一等战斗英雄”。1940年，担任机枪连连长，在龙泉关战斗中，被日军空军炸毁双腿。1941年回到家乡，带领乡亲发展生产，支援抗战。1946年当选为劳动英雄，被中共冀晋区党委和军区授予“荣军旗帜”称号。1949年，出席石家庄劳模大会。1950年，出席全国战斗英雄代表会议，并当选为主席团成员。1983年，在灵寿县去世。